# Ландек (округ)
Бецирк Ландек — округ Австрійської федеральної землі Тіроль. 

## Адміністративний поділ
Округ поділено на 30 громад:
Місто
1. Ландек (7,742)

Сільські громади
1. Фагген (371)
2. Фендельс (270)
3. Фісс (978)
4. Фліс (2,921)
5. Флірш (939)
6. Гальтюр (826)
7. Грінс (1,386)
8. Ішгль (1,596)
9. Каппль (2,625)
10. Каунерберг (402)
11. Каунерталь (630)
12. Каунс (472)
13. Ладіс (533)
14. Наудерс (1,558)
15. Петтной-ам-Арльберг (1,459)
16. Пфундс (2,544)
17. Піанс (800)
18. Пруц (1,735)
19. Рід-ім-Оберіннталь (1,264)
20. Санкт-Антон-ам-Арльберг (2,564)
21. Шенвіс (1,712)
22. Зе (1,164)
23. Зерфаус (1,081)
24. Шпісс (134)
25. Штанц-бай-Ландек (590)
26. Штренген (1,208)
27. Тобаділль (497)
28. Тезенс (669)
29. Цамс (3,273)

### Пам'ятки
У окрузі знаходять замки Лаудеґґ біля Ладіс, Шрофенштайн біля  Штанц-бай-Ландек, Бернек біля Каунс, Замок Кронбург біля Цамсу, Замок Біденеґґ біля Фліс.

## Демографія
Населення округу за роками за даними статистичного бюро Австрії

## Виноски
1. ↑  Statistik Austria. Архів оригіналу за 2 травня 2015. Процитовано 25 червня 2013.

| Австрія | Це незавершена стаття з географії Австрії. Ви можете допомогти проєкту, виправивши або дописавши її. |